# Irará
Irará é um município brasileiro situado no estado da Bahia, na região Nordeste.

## Etimologia
O nome Irará é uma alteração da palavra "arará" originária do tupi e se refere a uma espécie de formiga de asas brancas semelhante aos cupins. Arará significa nascida na luz do dia, pois estas formigas surgem com o nascer do sol.

## História
Inicialmente, a área era povoada por indígenas paiaiás, pertencentes ao grupo dos quiriris da nação dos tapuias. Com a chegada da Coroa Portuguesa no século em XVI, os padres jesuítas se estabeleceram com o intuito de catequizar os nativos e mantê-los longe dos colonos. A partir desse século, a região do atual município de Irará passou a fazer parte da sesmaria de Garcia d'Ávila, na Capitania da Baía de Todos os Santos.
Duas correntes favoreceram o desbravamento dessa região: uma na direção oeste, pela serra de Irará (na busca de ouro e pedras preciosas) e outra ao leste, na caça ao gentio. Estas bandeiras deixaram uma igreja na Vila de Bento Simões e um templo no arraial da Caroba.
Em meados de 1717, se registram as primeiras explorações das terras no centro do atual município, onde Antônio Homem da Fonseca Correia edificou uma capela sob a invocação de Nossa Senhora da Purificação, oferecendo-a ao seu filho. Ao lado do templo, foi erguida uma casa de fazenda, dando início ao povoado de Irará, tendo, como primeiros habitantes, os índios paiaiás.
A atual região de Irará continuou ganhando espaço político ao longo dos anos e em 1832 a sede foi mudada da vila São João Batista de Água Fria para o arraial de Purificação dos Campos, e em 27 de maio de 1842, pela lei Provincial 173, a região recebeu o título de vila de Nossa Senhora da Purificação Campos. Em 8 de agosto de 1895 a Vila da Purificação foi elevada à categoria de cidade com o nome de Irará pela lei Estadual nº 100.

## Turismo
Em 2022, o ministério do Turismo emitiu um certificado que inclui Irará no Mapa do Turismo Brasileiro, pertencente a Zona Turística Caminhos do Sertão juntamente com outros 11 municípios da Bahia.

## Geografia
Irará está centrado numa zona de transição, entre o recôncavo e os tabuleiros semiáridos, sendo identificada como uma área de transição, uma espécie de “porta para o Sertão. A região tem um clima seco, solos rasos e pedregosos, com vegetação misturada, floresta tropical ao leste e caatinga a oeste.
Na porção leste, encontra-se a maior diversidade de espécies como a palmeira, o dendê, o babaçu, a umbaúba, sucupira, braúna, entre outros. Enquanto que na caatinga predominam plantas sub-xerófilas, com pequenas árvores ou arbustos, geralmente com espinhos.

## Demografia

### População
De acordo com o Censo 2022 do Instituto Brasileiro de Geografia e Estatística (IBGE), a população do município de Irará é de 28 043 habitantes.

## Economia
O município possui uma tradição no produção de artesanato e no cultivo da agricultura de subsistência, com destaque para o cultivo de mandioca, pois ela é a matéria prima para farinha de mandioca, que é base da economia municipal, sendo também o trabalho que mais absorve mão de obra dos moradores das zonas rurais. Além disso, o feijão e o milho também configuram como os principais produtos da economia Iraraense. Em Irará, maior parte da produção agropecuária é comercializada na feira livre da cidade.

## Iraraenses notáveis
- Aristeu Nogueira,[10] advogado, político e membro do Partido Comunista Brasileiro na Bahia, integrou o Comitê Central Nacional, foi preso e torturado pelo regime militar. Em Irará, criou o CDC (Centro de Diversões e Cultura - 1940) e a Casa da Cultura de Irará -1983, além de incentivar o associativismo influindo para a fundação de diversos conselhos comunitários e de Associações Rurais.
- Dida, ex-goleiro pentacampeão mundial.
- Diógenes de Almeida Campos, geólogo (Universidade Federal da Bahia) e um dos mais importantes paleontólogos do Brasil, membro da Academia Brasileira de Ciências[11] e diretor do Museu de Ciências da Terra[12] no Rio de Janeiro.
- Fernando Sant'anna, engenheiro, político, também importante quadro do Partido Comunista Brasileiro do estado, foi deputado federal por algumas vezes, tendo sido também deputado federal constituinte.
- Gigi, músico, baixista de Ivete Sangalo, compositor e arranjador.
- Tom Zé, cantor, compositor e multi-instrumentista.
- Vera Felicidade, psicoterapeuta, criadora da psicoterapia gestaltista exposta em seus 8 livros.